# Rivière Perley
Rivière Perley är ett vattendrag i Kanada.   Det ligger i provinsen Québec, i den sydöstra delen av landet, 190 km nordväst om huvudstaden Ottawa.
I omgivningarna runt Rivière Perley växer i huvudsak blandskog. Trakten runt Rivière Perley är nära nog obefolkad, med mindre än två invånare per kvadratkilometer.